# Adonis multiflora
Adonis multiflora là một loài thực vật có hoa trong họ Mao lương. Loài này được Nishikawa & Koji Ito mô tả khoa học đầu tiên năm 1989.